# Undine von Blottnitz
Undine-Uta Bloch von Blottnitz (geb. Freiin von Reißwitz und Kadersin; * 20. August 1936 in Berlin; † 3. März 2001 in Dannenberg) war eine deutsche Politikerin (Bündnis 90/Die Grünen) und Anti-Kernkraft-Aktivistin. Sie gehörte von 1984 bis 1989 sowie von 1994 bis 1999 dem Europäischen Parlament an.
Undine von Blottnitz entstammte einer schlesischen Adelsfamilie. In der DDR wurde ihr wegen ihres Adelstitels und fehlender FDJ-Mitgliedschaft der weiterführende Schulbesuch verweigert, weshalb sie nach West-Berlin übersiedelte. Dort studierte sie Innenarchitektur. Sie heiratete den Gutsbesitzer Fritz von Blottnitz auf Grabow im Wendland, das Paar bekam zwei Kinder. Seit der Standortentscheidung für das Erkundungsbergwerk Gorleben engagierten sich Undine und Fritz von Blottnitz gegen dieses und gehörten zu den Mitbegründern der Bürgerinitiative Umweltschutz Lüchow-Dannenberg. Zudem führte von Blottnitz die Kasse der Bäuerlichen Notgemeinschaft Lüchow-Dannenberg. Das Paar nahm 1979 an der Traktorenblockade eines Depots von Bohrfahrzeugen teil, beide wurden wegen Nötigung zu einer Geldstrafe verurteilt. Von Blottnitz war 1980 Gründungsmitglied der Partei Die Grünen, setzte sich gegen Atomkraft und für Frauenrechte ein.
Bei der Europawahl 1984 wurde sie als eine von sieben Vertretern der Grünen in das Europäische Parlament gewählt. Dort saß sie in der Regenbogenfraktion, war Vorsitzende der Delegation für die Beziehungen zu Australien und Neuseeland sowie stellvertretende Vorsitzende des Ausschusses für Umweltfragen, Volksgesundheit und Verbraucherschutz. Bei der Europawahl 1989 verlor sie ihr Mandat, zog aber nach fünf Jahren erneut in das EU-Parlament ein. In der Legislaturperiode 1994–1999 saß sie in der Fraktion Die Grünen, war Mitglied des Ausschusses für Forschung, technologische Entwicklung und Energie sowie der Delegationen für die Beziehungen zu Australien und Neuseeland (1994–1997), zu den Ländern Südamerikas (1995–1997) sowie zu Japan (1997–1999).
Am 22. Oktober 1996 wurde sie vom damaligen Bundespräsidenten Roman Herzog für „die Vermittlung politischer Grundwerte“ mit dem Bundesverdienstkreuz am Bande ausgezeichnet. Wegen von Blottnitz’ Aufrufen zu Widerstands- und Sabotageaktionen protestierten CDU/CSU- und FDP-Politiker gegen ihre Auszeichnung. Nachdem Bundesinnenminister Manfred Kanther (CDU) die Castor-Blockierer als „unappetitliches Pack“ bezeichnet hatte, äußerte von Blottnitz bei ihrer Ordensverleihung: „Nett, dass der Bundespräsident nun eine Frau aus dem Pack ausgezeichnet hat.“ Auch nach Amtsübernahme der rot-grünen Koalition 1998 und der Ankündigung des Atomausstiegs 2000 nahm sie weiter an der Blockade von Castortransporten teil. Sie kritisierte, dass sich ihre Partei in der Regierung von ihren Wurzeln aus Bürgerbewegungen und Umweltinitiativen abgewendet habe. Undine von Blottnitz starb an einer Krebserkrankung.